# Інститут генетики і цитології Національної академії наук Білорусі
Інститут генетики і цитології Національної академії наук Білорусі (англ. Institute of Genetics and Cytology of the National Academy of Sciences of Belarus) — державна наукова установа Національної академії наук Білорусі (ІГіЦ НАНБ).

## Історія
Генетика в Білорусі була тісно пов'язана здебільшого із вирішенням практичних завдань селекції та насінництва сільськогосподарських культур. Початок генетичних досліджень визначив праці академіка АН БРСР Антона Романовича Жебрака в області віддаленої гібридизації пшениць і експериментальної поліплоїдії (1930-ті роки, Москва, початок і 1953–1965 рр., Академії наук Білоруської РСР — продовження).

## Основні напрямки досліджень
- Дослідження генетичних процесів регуляції життєдіяльності рослин і тварин з метою управління їх продуктивністю, якістю та стійкістю.
- Дослідження структурно-функціональної організації та мінливості геномів, генно-інженерні та клітинні технології, біобезпека.
- Дослідження генетичних проблем стійкості і мінливості організмів в умовах техногенного забрудненого середовища.

## Науково-дослідні підрозділи
- Відділ молекулярної генетики та біотехнології
  - Лабораторія молекулярної генетики
  - Лабораторія функціональної генетики рослин
  - Лабораторія не хромосомної спадковості
  - Лабораторія генетики морфогенезу
  - Лабораторія генетики людини

- Відділ екологічної генетики
  - Лабораторія екологічної генетики та біотехнології
  - Лабораторія генетичної безпеки
  - Лабораторія генетики тварин
  - Лабораторія моделювання генетичних процесів

- Відділ генетичних основ селекції
  - Лабораторія хромосомної інженерії рослин
  - Лабораторія генетики фіто-імунітету
  - Лабораторія генетики картоплі

- Відділ науково-інноваційної роботи
- Національний координаційний центр біобезпеки (керівник — Сергій Дромашко)[2].

## Діяльність
- аналіз харчової сировини та продуктів харчування на ГМО
- ДНК-паспортизація сортів сільськогосподарських культур
- ДНК-маркування сільськогосподарських рослин і тварин за господарськи-корисними ознаками
- ДНК-діагностика спадкових захворювань людини
- ДНК-ідентифікація диких тварин і мікроорганізмів
- розробка та експертиза нормативно-правової бази в галузі біобезпеки
- проведення семінарів та консультації з питань безпеки генно-інженерної

## Досягнення

### Нагороди
- Три Державні премії БРСР та Республіки Білорусь (у 1974 р., 1982 р., 2002 р.);
- премія Ленінського комсомолу Білорусі (у 1990 р.);
- п'ять премій Національної академії наук Білорусі (у 1993 р., 1995 р., 1999 р., 2001 р., 2003 р.).

### Гранти
Гранти від ЮНЕСКО, НАТО, ІНТАС, ІНКО-КОПЕРНІКУС, Фонду Макартурів, Міжнародного наукового фонду, Білоруського республіканського фонду фундаментальних досліджень.